# Didascalie des apôtres
 (juin 2008).
Si vous disposez d'ouvrages ou d'articles de référence ou si vous connaissez des sites web de qualité traitant du thème abordé ici, merci de compléter l'article en donnant les références utiles à sa vérifiabilité et en les liant à la section « Notes et références ».

La Didascalie des apôtres ou Doctrine catholique des douze apôtres et saints disciples de Notre Sauveur est un ouvrage religieux chrétien dont l'auteur est de toute évidence[réf. nécessaire] un évêque, juif de naissance, du début du IIIe siècle en Syrie septentrionale. Il l'aurait écrite pour une communauté chrétienne issue du paganisme.
En dehors des livres canoniques, l'auteur a utilisé ou consulté des œuvres comme la Didachè, l'Évangile de Pierre, les Actes de Paul, les lettres d'Ignace d'Antioche, le Pasteur d'Hermas et les écrits d'Irénée de Lyon.
Le texte grec original a été perdu (seuls subsistent quelques fragments), mais une traduction syriaque complète ainsi qu'une traduction latine partielle ont été conservées. La Didascalie des apôtres a servi de base aux six premiers livres des Constitutions apostoliques.

## Plan de l'ouvrage
La Didascalie nous renseigne sur la constitution d’une Église au IIIe siècle.
1° L’évêque et ses fonctions. 
1. La personne de l’évêque
2. L’enseignement.
3. La discipline sacramentelle.
4. L’évêque et les affaires temporelles.
2° La hiérarchie subalterne. 
1. Les presbytres.
2. Les diacres.
3. Les veuves.
4. Les diaconesses.
5. Lecteur et sous-diacre.
3° Vie interne de la communauté. 
1. La société chrétienne.
2. La famille.
3. Le martyre.
4. La résurrection et la fin du monde.
4° Vie externe de la communauté.
1. Rapport avec les hérétiques et les schismatiques
2. Rapport avec les Juifs et les judaïsants.
3. Rapport avec les païens.

## Editions et traductions
- François Nau, La Didascalie, c’est-à-dire l’enseignement catholique des douze apôtres et des saints disciples de Notre Sauveur, traduite du syriaque pour la première fois, Paris, 1902 (extrait du Canoniste contemporain, février 1901 à mai 1902)
- François-Xavier Funk, Didascalia et constitutiones apostolorum, Paderborn, 1905 (versions latine et grecque), en ligne.

## Études
- Marcel Viard, La Didascalie des apôtres, introduction critique, esquisse historique, thèse de doctorat en théologie présentée à la faculté catholique de Lyon, Langres, 1906